# Alberto Maranhão
Alberto Frederico de Albuquerque Maranhão (Macaíba, 2 de outubro de 1872 — Angra dos Reis, 1 de fevereiro de 1944) foi um político brasileiro, tendo sido por duas vezes governador do Rio Grande do Norte de 1900 a 1904 e 1908 a 1914, além de dois mandatos como  deputado federal, sendo o segundo período de 1927 a 1929. Foi ainda Juiz municipal em Paraty, estado do Rio de Janeiro.

## Biografia
Alberto Frederico de Albuquerque Maranhão foi um dos quatorze filhos do pernambucano Amaro Barreto de Albuquerque Maranhão (1827-1896) e da paraibana Feliciana Maria da Silva de Albuquerque Maranhão (1832-1893). Iniciou seus estudos em Macaíba e depois em Natal. Se formou em Direito no dia 8 de dezembro de 1892, em Recife (PE), pela Faculdade de Ciências Jurídicas e Sociais de Pernambuco. Casou-se com Dona Ignês Paes Barreto, com quem teve cinco filhos: Laura, Judite, Juvino, Cleanto e Caio. Durante a juventude, participou do Congresso Literário, que mantinha o jornal A Tribuna. Em conjunto com companheiros, fundou o Grêmio Polymathico. Dirigiu o jornal A República. Segundo a escritora Meira Pires, foi onde Alberto Maranhão teve o ensejo de reafirmar o seu invencível valor de jornalista e homem de letras escrevendo, sem assinar, crônicas, tópicos e editoriais.

## Rio Grande do Norte
Foi Promotor Público em Macaíba. Em 1892 foi Secretário na administração de Pedro de Albuquerque Maranhão (conhecido como Pedro Velho). Em 1898 foi nomeado Procurador Geral do Estado do Rio Grande do Norte, permanecendo até 1899, sendo então nomeado Governador do Estado para o seu primeiro mandato aos 27 anos. Permaneceu no cargo de 1900 a 1904. Em seu mandato, aprovou a lei nº 145, de 06 de agosto de 1900, que promoveu o desenvolvimento cultural do Rio Grande do Norte, feito inédito no país. No dia 24 de março de 1904 inaugurou o Teatro Carlos Gomes (hoje Teatro Alberto Maranhão, para sua homenagem). A renda do teatro foi destinada na época para ajudar aos retirantes, vítimas da seca, que se encontravam em Natal.
Com o término de sua administração, foi eleito deputado federal. Fez parte da Comissão de Diplomacia.
Entre os anos de 1908 a 1914 exerceu o segundo mandato como governador. Neste tempo, fundou o Conservatório de Música do Rio Grande do Norte, o Hospital Juvino Barreto (hoje Onofre Lopes), o Derby Clube (para incentivo do hipismo) e construiu a Casa de Detenção e o Asilo de Mendicidade. Também foi quem implantou a luz elétrica em Natal e, posteriormente, os bondes elétricos. Em 3 de maio de 1908 inaugurou a Escola Normal, fomentando a educação estadual e implantou o primeiro grande movimento de educação de massa popular no RN, através da rede de Grupos Escolares. Em 19 de julho de 1912, restaurou o então Teatro Carlos Gomes, que havia inaugurado em 1904.
Alberto Maranhão estendeu suas ações para o interior também. Criou sistemas de abastecimento em São José de Mipibu. Em Macaíba, sua terra natal, construiu o cais de atracação, melhorando assim o transporte fluvial entre aquela cidade e a capital do Estado. Em Macau, solicitou a criação de um aterro, ligando esta cidade à estrada do sertão em uma extensão de quatro quilômetros, às margens do rio Assu. Construiu também três mil quilômetros de estradas carroçáveis em direção às cidades de Canguaretama e Natal com o objetivo de facilitar o deslocamento de pessoas e produtos entre o sertão e as cidades portuárias.
Em 31 de dezembro de 1913, Alberto Maranhão foi eleito novamente Deputado Federal, representando o seu estado nessa função, de 1927 a 1929.

## Paraty
Após encerrar o mandato, deixou o Rio Grande do Norte e foi morar com a família em Paraty, no estado do Rio de Janeiro, onde foi juiz municipal.
No início do século XX toda a região de Paraty encontrava-se em total isolamento e decadência, com fechamento de engenhos e abandono de fazendas. Como moradores, restaram apenas os remanescentes dos trabalhadores da região. Em meados da década de 30, a fazenda Taquari (localizada no sertão do Taquari, em Paraty) foi adquirida por Alberto Maranhão. Com a finalidade de utilizar economicamente a fazenda e o engenho, Alberto Maranhão decide iniciar o corte de madeira e a plantação de banana. A madeira foi utilizada em dormentes de estradas de ferro e a produção de banana abasteceu o consumo carioca. Para escoar a grande produção, contratou mão de obra portuguesa para a construção de um imenso cais. Contornando a praia de Taquari, o cais avançava mar adentro, atingindo a ilha Tanhangá por meio de um trolley. Para movimentar a serraria da fazenda, Alberto Maranhão construiu uma usina elétrica junto à cachoeira do Rio do Funil, cujas ruínas ainda lá se encontram.

## Morte
Alberto Maranhão faleceu aos 71 anos, no dia 01 de fevereiro de 1944, em Angra dos Reis, sendo sepultado no outro dia, em Paraty, no estado do Rio de Janeiro.
Em setembro de 2005 os restos mortais de Alberto Maranhão, foram trasladados do Rio de Janeiro para o Rio Grande do Norte, e depositados no memorial localizado no Teatro Alberto Maranhão, em Natal.

## Homenagens

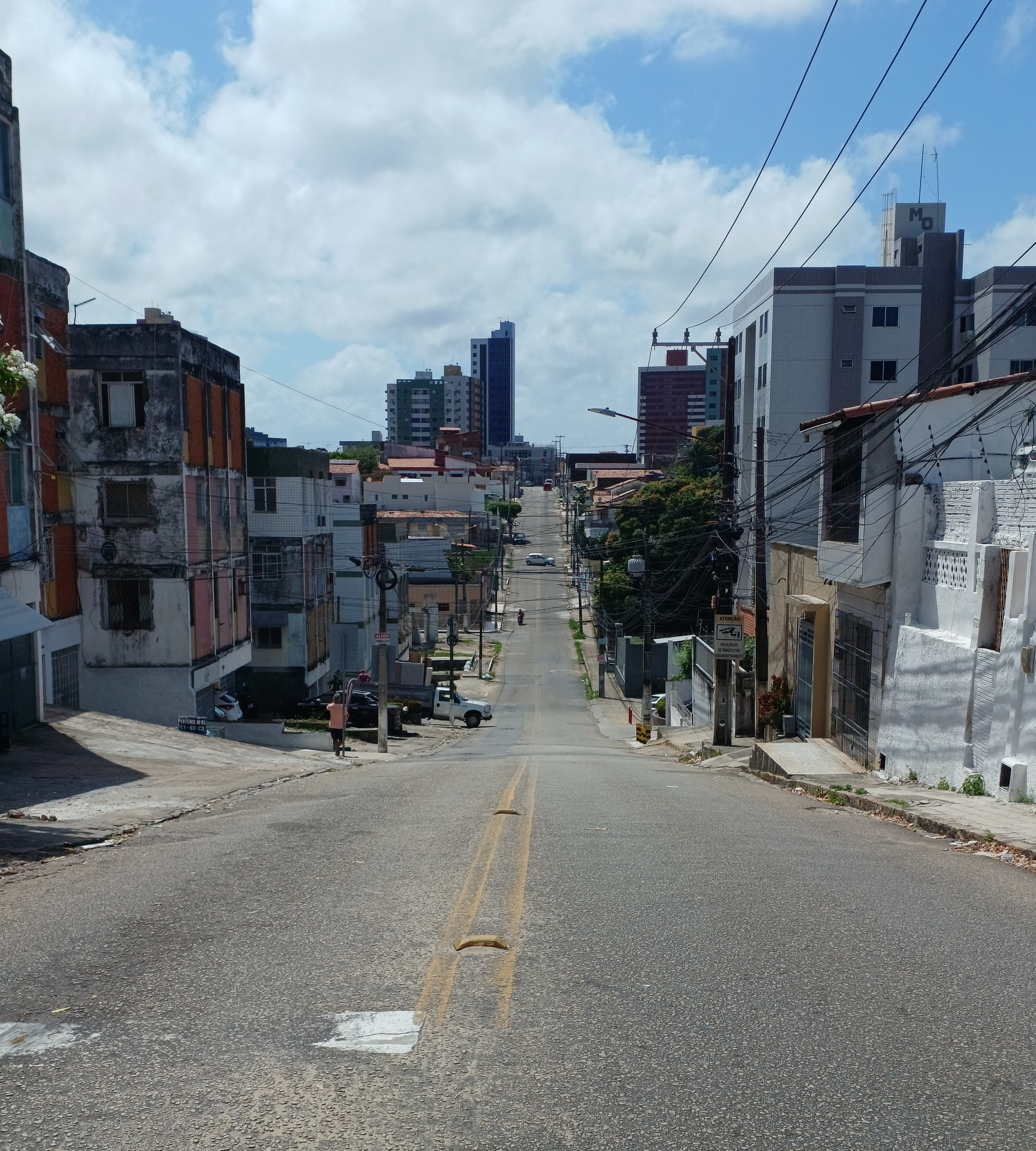
Rua Alberto Maranhão em Natal

- Alberto Maranhão é nome da maior honraria cultural do RN, distribuída pelo governo do estado.
- O Teatro Carlos Gomes, inaugurado no ano de 1904 pelo próprio Alberto Maranhão, passou a se chamar Teatro Alberto Maranhão em 1957, onde se encontram seus restos mortais em memorial com busto.
- Avenida Alberto Maranhão, em Mossoró, Rio Grande do Norte.
- Rua Alberto Maranhão, localizada no bairro Tirol na cidade de Natal, zona Leste da cidade.
- Rua Alberto Maranhão, no bairro de Jardim Guanabara, na cidade do Rio de Janeiro.
- Rua Alberto Maranhão, no bairro de Góia, em Goiânia, estado de Goiás.
- Rua Alberto Maranhão, em São Gonçalo do Amarante - RN
- Rua Alberto Maranhão, em Arês - RN.
- Em Macaíba, no final da década de 80, foi dado o nome de Alberto Maranhão a um conjunto habitacional, localizado nas proximidades do bairro Campo das Mangueiras.
- Escola Estadual Alberto Maranhão, em Nova Cruz, Rio Grande do Norte.